# Ilex canariensis
Espèce
Classification phylogénétique
Statut de conservation UICN

 LC  : Préoccupation mineure
Ilex canariensis est un arbuste appartenant au genre Ilex, famille des Aquifoliacée, originaire de Macaronésie.

## Description
C'est un arbre buissonnant pouvant atteindre 6,5 voire 10 m de haut. Il a des feuilles persistantes qui sont ovales et brillantes, et mesurent 5 à 7 cm de long pour 2,5 à 4 cm de large. Elles n'ont que quelques piquants et sont principalement arrondies. Le tronc est gris.
Les fleurs sont petites et regroupées en inflorescences. Elles comportent quatre pétales blancs. Les fruits sont des baies sphériques d'environ 1 cm de large.

## Distribution
Ilex canariensis est endémique de l'île de Madère et des îles Canaries. Il est menacé par la destruction de son habitat par les activités humaines.